# Sigismund Albicus
Sigismund Albicus (tchèque : Zikmund Albík z Uničova) (né vers 1360 - mort le  23 juillet 1427), est un médecin morave, qui fut archevêque de Prague de 1411 à 1413.

## Biographie
Albicus nait à Uničov, en Moravie. Il entre très jeune à l'université Charles de Prague et obtient 
un haut grade en médecine en 1387. Désireux de poursuivre des études de droit et de droit canon, il se rend en Italie et reçoit le titre de docteur à Padoue en 1404. 
Après son retour à Prague, il enseigne la médecine pendant vingt ans à l'Université. Il est nommé « physicien en chef » du roi-empereur Venceslas Ier, qui le recommande comme successeur pour l'archidiocèse de Prague, qui devient libre au décès du titulaire du siège en 1411. Le chapitre est contraint d'accepter cette nomination, mais il ne reste en place que peu de temps, résignant sa fonction dès 1413, et Conrad de Vechta est élu à sa place. 
Albicus reçoit ensuite le prieuré de Vyšehrad et le titre d'archevêque titulaire de Césarée. Il est accusé d'être favorable aux nouvelles doctrines professées par Jan Hus et John Wyclif et il doit se retirer en Hongrie pendant les croisades contre les hussites. C'est là qu'il meurt en 1427.
Albicus laisse trois ouvrages sur des sujets médicaux, qui sont publiés après sa mort, à Leipzig, entre 1484 et 1487 : Praxis medendi ; Regimen sanitatis ; Regimen pestilentiæ.